# Yves Apollinaire Pédé
Yves Apollinaire Pédé né en 1959 à Abomey au Bénin, et mort en 2019 est un artiste vaudou béninois.

## Biographie
Né en 1959 à Abomey, au Bénin, Pédé a établi sa résidence à Ouidah, un centre mondial de l'art vodun, qui célèbre chaque année un festival. Après avoir reçu la mission de reproduire des reliefs pour le musée d'Abomey, l'artiste a élargi sa palette artistique en se consacrant à la réalisation de peintures sur sable représentant des figures célèbres, dont Nelson Mandela. Progressivement, il s'est orienté vers l'art textile, s'inspirant des artistes vaudou haïtiens et cubains. Sa renommée s'étend également à ses imposantes sculptures en ciment et à ses bas-reliefs. On souligne particulièrement son "intérêt marqué" pour le Kulito, terme Fon qui se traduit littéralement par "celui qui vient du chemin de la mort".
Mort en 2019, Yves Apollinaire Pédé laisse derrière lui un héritage artistique qui continue d'inspirer et de marquer le paysage de l'art contemporain.

## Expositions
- En 2023, "Le Bénin en Majesté", les œuvres d'art contemporain d'Yves Apollinaire Pédé ont été exposées à Nantes, en France, offrant aux spectateurs une immersion unique dans son univers créatif[4],[5],[6],[7].
- En 2022, lors de l'exposition "Expo du Bénin d'hier à aujourd'hui", les œuvres d'Yves Apollinaire Pédé ont brillamment pris leur place parmi celles de 34 artistes contemporains, offrant une perspective riche et diversifiée sur l'évolution artistique du Bénin[8],[9].
- En 2016, au sein des locaux du "Centre-Bénin" à Lobozounkpa, commune d'Abomey-Calavi, les créations artistiques du plasticien béninois ont été mises en lumière lors d'une exposition[10].
- En 2023, lors d'une exposition d'arts contemporains en Martinique[11].